# Román Oyarzun Marchesi
Román Oyarzun Marchesi (Madrid, 26 de agosto de 1957) es un diplomático y abogado español. 

## Biografía
Es hijo del también diplomático Javier Oyarzun Iñarra y nieto del diplomático, periodista y escritor carlista Román Oyarzun Oyarzun. Tras licenciarse en Derecho, trabajó como abogado.
En 1985, ingresó en la carrera diplomática. Trabajó en el Ministerio de Asuntos Exteriores, ocupando diversos cargos. Fue destinado a las representaciones diplomáticas españolas en: Siria, Uruguay, Bélgica y Argentina.
De regreso a España, ocupó los siguientes cargos: Subdirector general adjunto de Asuntos Internacionales de Desarme; Director del Gabinete de la Secretaría de Estado de Cooperación Internacional y para Iberoamérica (SECIPI); y Consejero en la Representación Permanente de España ante la Organización de las Naciones Unidas (ONU).
Fue nombrado Embajador de España en Argentina (2012-2013); Subdirector General de Cancillería (2013-2014); Embajador representante permanente de España ante las Naciones Unidas (2013-2017) y Embajador de España en Dinamarca (2018-2022).

## Condecoraciones
- Oficial y comendador de la Orden de Isabel la Católica.
- Medalla y comendador de la Orden del Rey Leopoldo II de Bélgica.
- Medalla Mayor de la Federación.
- Comendador de la Orden de Mayo, al Mérito de la República Argentina.
- Comendador de la Orden de la estrella de la solidaridad italiana.